# سرودخوان گردن‌زرد
ویرئو گردن زرد(نام علمی: Vireo flavifrons) نام یک گونه از تیره ویرئو است.